# Juan Gascó

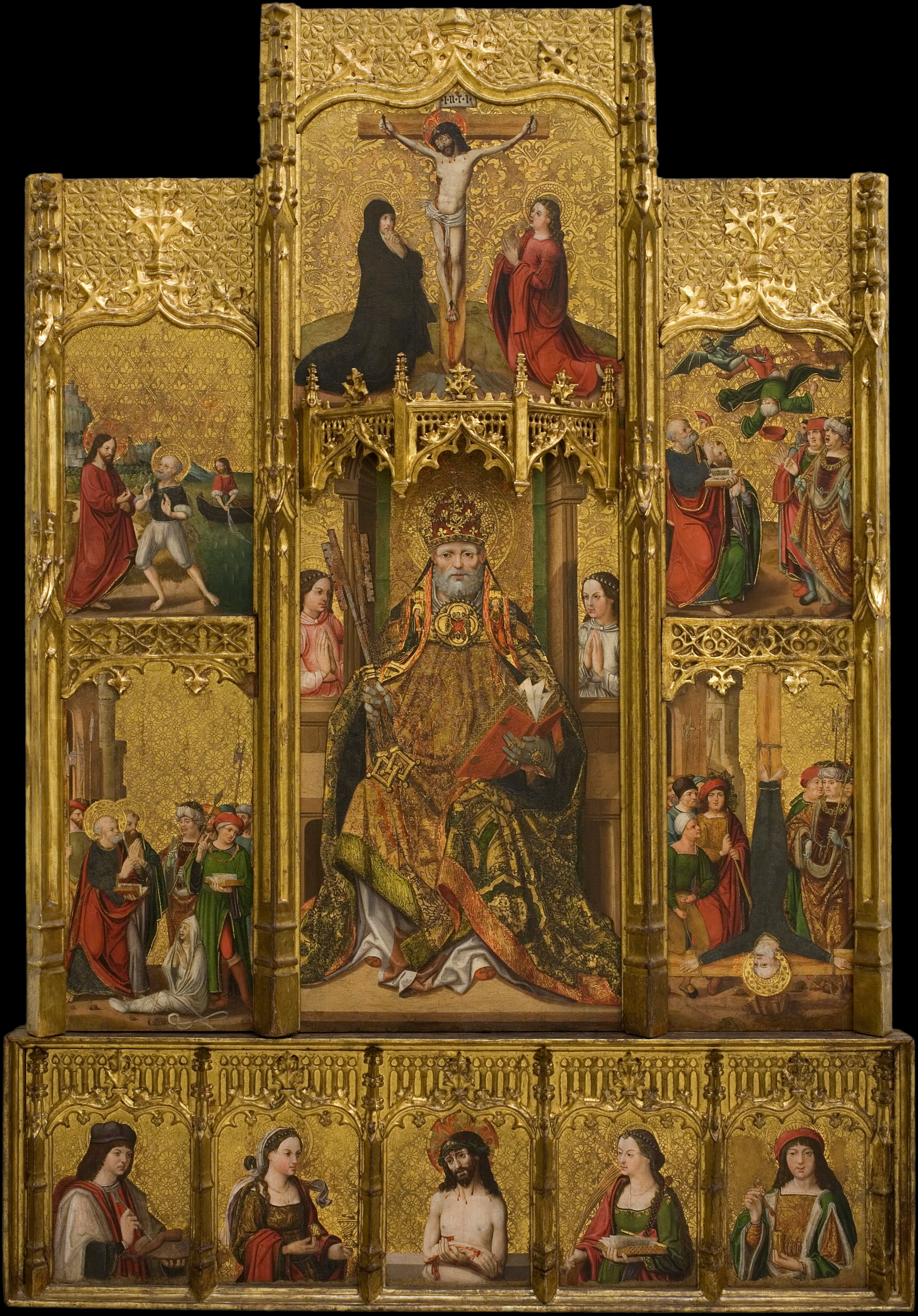
Retablo de San Pedro, procedente de la iglesia de Santa María de Palautordera (c.1516). MNAC.

Juan Gascó (Tafalla-Vich, 1529), conocido también como Joan Gascó, Joan Gascon y Joan Navarro, fue un pintor del reino de Navarra que durante el siglo XVI estuvo activo en Cataluña.

## Biografía
No se tiene noticia exacta de la fecha de su nacimiento, ocurrido en la ciudad de Tafalla. Se conoce de su estancia en Tudela y su posible amistad con Pedro Díaz de Oviedo, sin referencias documentales, solo por similitud estilística se le ha atribuido la posibilidad que trabajase al lado de ese maestro e incluso ayudase en la pintura del retablo mayor de la catedral de Tudela. José Gudiol Ricart fue uno de los historiadores que trataron de atribuir esta colaboración de Gascó antes de su traslado a Cataluña.
Se encuentra documentado a principios del siglo XVI establecido en Vich, donde montó un taller de pintura, dedicado en especial a la elaboración de retablos. En este taller más adelante fue ayudado por su hijo mayor Perot que «acompañaba a su padre en sus trabajos por el Vallés», y ya consta junto con a él, en una escritura notarial de 1523 de la parroquia de Llissá de Munt como «magister pintores, civitatis Vicensis». Al taller paterno se fueron añadiendo el resto de sus hijos varones, en un total de cuatro, noticia que se obtiene por la partición, declarada por su padre en su testamento, que debe hacerse a partes iguales de «les mostres de paper et tot lo arreu del ofici equibus partibus» entre sus cuatro hijos varones Pere, Francesc, Sebastià, hijos legítimos y un hijo natural llamado también Francesc. En el momento de realizar testamento, éstos debían ser los hijos supervivientes junto con tres hijas y su esposa Joana a las que declara herederas.
Su fallecimiento se produjo en esta misma ciudad de Vich el año 1529, entre el 18 de marzo fecha que dictó su testamento y el 8 de noviembre en la que su hija nombraba un procurador para cobrar la herencia paterna que le correspondía.

## Obra

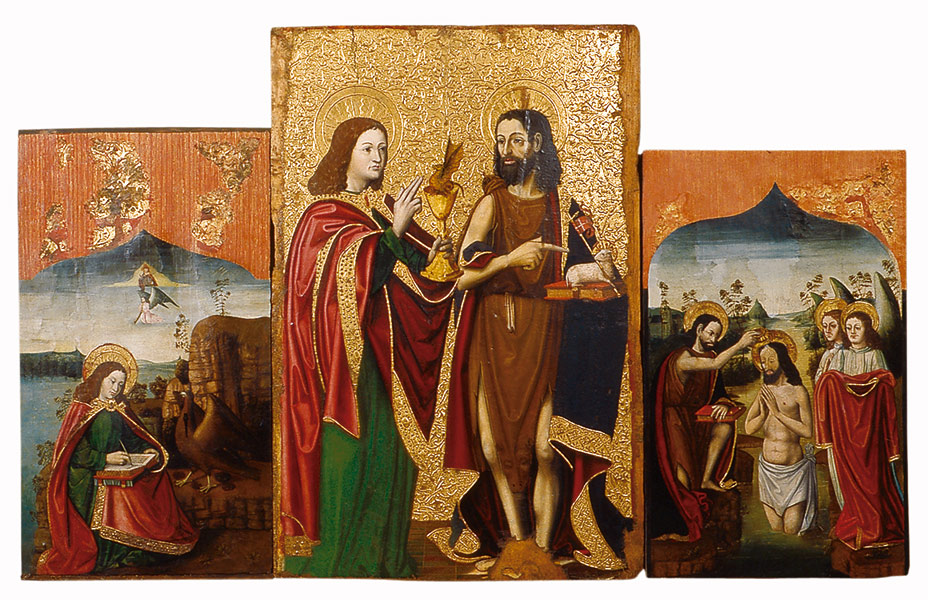
Primera obra de la que se tiene constancia de la que quedan tres tablas del retablo de San Juan de Fábregues c. 1503 (Museo Episcopal de Vich).

Se aprecia en las obras realizadas por este autor, unas diferencias entre su estilo primerizo de filiación gótico-germánica de gran fastuosidad y tonalidades calientes —presentes en el retablo de San Juan de Fábregues (cerca 1502) de Rupit y Pruït—, a la evolución posterior más italianizante y cercana al renacimiento con formas más suaves y elegantes, del retablo de Sant Pedro de Vilamajor o la tabla de Santa Bárbara (1516), conservada en el Museo Episcopal de Vich. Este hecho ya fue observado y descrito por José Gudiol: «...de manera especial en la ornamentación en medida que ésta iba incorporando los nuevos motivos del Renacimiento». Así mismo, se sabe que en su taller se usaba el óleo con lo que conseguía unas tonalidades cromáticas en degradación también utilizaban para la iconografía a representar grabados de Alberto Durero y Martin Schongauer. En la última década de la vida de Juan Gascó, el peso del trabajo del taller recayó en su hijo Perot Gascó y él se dedicó a supervisar y contratar esas obras.
|       |
| David |

|        |
| Moisès |

|         |
| Abraham |

|        |
| Isaías |

Después de la guerra civil española, fueron José Gudiol Ricart y Diego Angulo Íñiguez los que aportaron nuevas obras al catálogo de Gascó. Angulo hizo hincapié en la necesidad «de buscar la paternidad de la Santa Faz de Vich atribuida a Bartolomé Bermejo, dentro del estilo de ese taller (Gascó), en fecha relativamente avanzada». Esta sugerencia fue estudiada y finalmente concretada para incluir dicha obra de la Santa Faz en el catálogo de Juan Gascó así como los Cuatro profetas del retablo de San Esteban Protomártir de Granollers, conservado en su mayor parte en el Museo Nacional de Arte de Cataluña, «acaso la obra maestra del pintor Juan Gascó».
El taller de la familia Gascó, desde la fundación por parte del padre y hasta el fallecimiento del primogénito (1546), constituyeron, durante los cerca de cincuenta años que duró la empresa, la principal fuente de encargos de la actual comarca de Osona y las más cercanas, según el historiador Miquel Mirambell «se tienen noticias de sesenta y seis trabajos contratados (ocho conservados) y de unas veinticinco obras más, atribuidas por analogías estilísticas con las anteriores, la cual cosa sitúa el taller con una producción que ronda las noventa obras»